# Charles E. Townsend

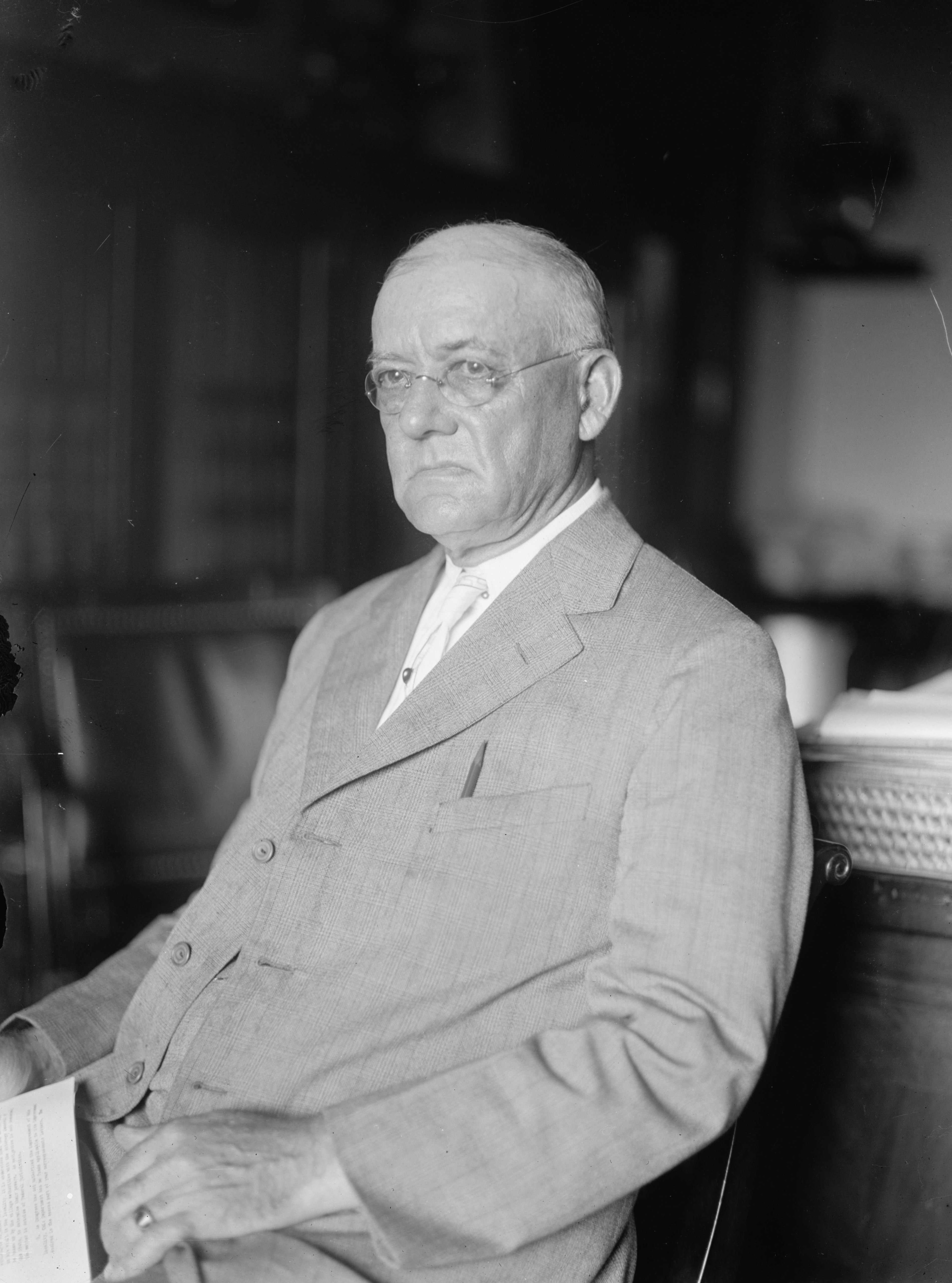
Charles Elroy Townsend

Charles Elroy Townsend (* 15. August 1856 bei Concord, Jackson County, Michigan; † 3. August 1924 in Jackson, Michigan) war ein US-amerikanischer Politiker der Republikanischen Partei, der den Bundesstaat Michigan in beiden Kammern des Kongresses vertrat.
Townsend erhielt seine Ausbildung an den öffentlichen Schulen in Concord und Jackson sowie an der University of Michigan in Ann Arbor. Danach arbeitete er von 1881 bis 1886 als Lehrer in Concord sowie elf Jahre lang im Grundbuchamt (Register of Deeds) des Jackson County. Mit fast 40 Jahren schlug er dann eine juristische Laufbahn ein: Er studierte Jura, wurde 1895 in die Anwaltskammer aufgenommen und begann in Jackson zu praktizieren.
Ab dem 4. März 1903 gehörte Charles Townsend für die Republikaner dem US-Repräsentantenhaus an. Er wurde mehrfach im Amt bestätigt und schied am 3. März 1911 aus, um in den US-Senat zu wechseln, in den er im Vorjahr gewählt worden war. Im Jahr 1916 wurde er wiedergewählt; sechs Jahre später gelang ihm dies nicht mehr, sodass er am 3. März 1923 den Kongress verlassen musste. Während seiner Zeit im Senat stand er mehreren Ausschüssen vor, unter anderem dem Postausschuss.
1923 wurde Charles Townsend in die International Joint Commission berufen, die den Auftrag hatte, Unstimmigkeiten zwischen den Vereinigten Staaten und Kanada über die Nutzung der gemeinsamen Grenzgewässer zu klären. Im folgenden Jahr starb er in Jackson.